# 保少年
『保少年』（たもつしょうねん）は1931年に日本で制作されたサイレント映画。東亜キネマ製作。大江秀夫監督作品の中で唯一、監督自ら脚本を担当した作品である。

## スタッフ
- 監督 : 大江秀夫
- 脚本 : 大江秀夫
- 原作 : 西本武二
- 撮影 : 古泉勝男

## キャスト
- 北岡勲
- 今川亘
- 大井正夫
- 川島奈美子